# Небојша Бастајић
Небојша Бастајић (Београд, 20. августа 1990) српски је фудбалер који тренутно наступа за Напредак из Крушевца.

## Трофеји и награде

### Клупски
Вождовац
- Српска лига Београд : 2011/12.[6]

ТСЦ Бачка Топола
- Прва лига Србије : 2018/19.[7]